# Marie Louise Asseu
Marie Louise Asseu (gestorben am 7. Dezember 2016 in Abidjan), auch als Malou bekannt, war der Künstlername einer ivorischen Schauspielerin, deren richtiger Name Cho Françoise Kouassi lautet. Sie spielte sowohl für Film und Fernsehen als auch für das Théâtre national de Côte d'Ivoire und das Ensemble Le Soleil de Cocody. Marie Louise Asseu trat vor allem in Komödien auf, wie den satirischen Fernsehprogrammen Faut pas fâcher und Ma famille. Bei dem 2007 erschienenen Film Un homme pour deux soeurs führte Marie Louise Asseu Regie, gleichzeitig spielte sie die Henriette Okay, eine der Hauptrollen, und trat als Produzentin auf. Dieser Film wurde aufgrund seines Erfolges später in mehrere Episoden für das Fernsehen aufgeteilt.
Neben ihrer schauspielerischen Tätigkeit gründete Marie Louise Asseu das jährlich in Adzopé stattfindende Layè Festival, das der Kultur der Region gewidmet ist. Weiter gründete sie einen Schönheitswettbewerb: Miss All Levels.
Als Todesursache Marie Louise Asseus wurde zunächst ein Schlaganfall angegeben, später wurde bekannt, sie habe an einer nicht ausreichend behandelten Meningitis gelitten. Marie Louise Asseu wurde durch Henriette Diabaté posthum zur Ritterin des Ehrenordens ernannt. Sie wurde in Afféry im Département d’Adzopé beigesetzt.